# Crypta

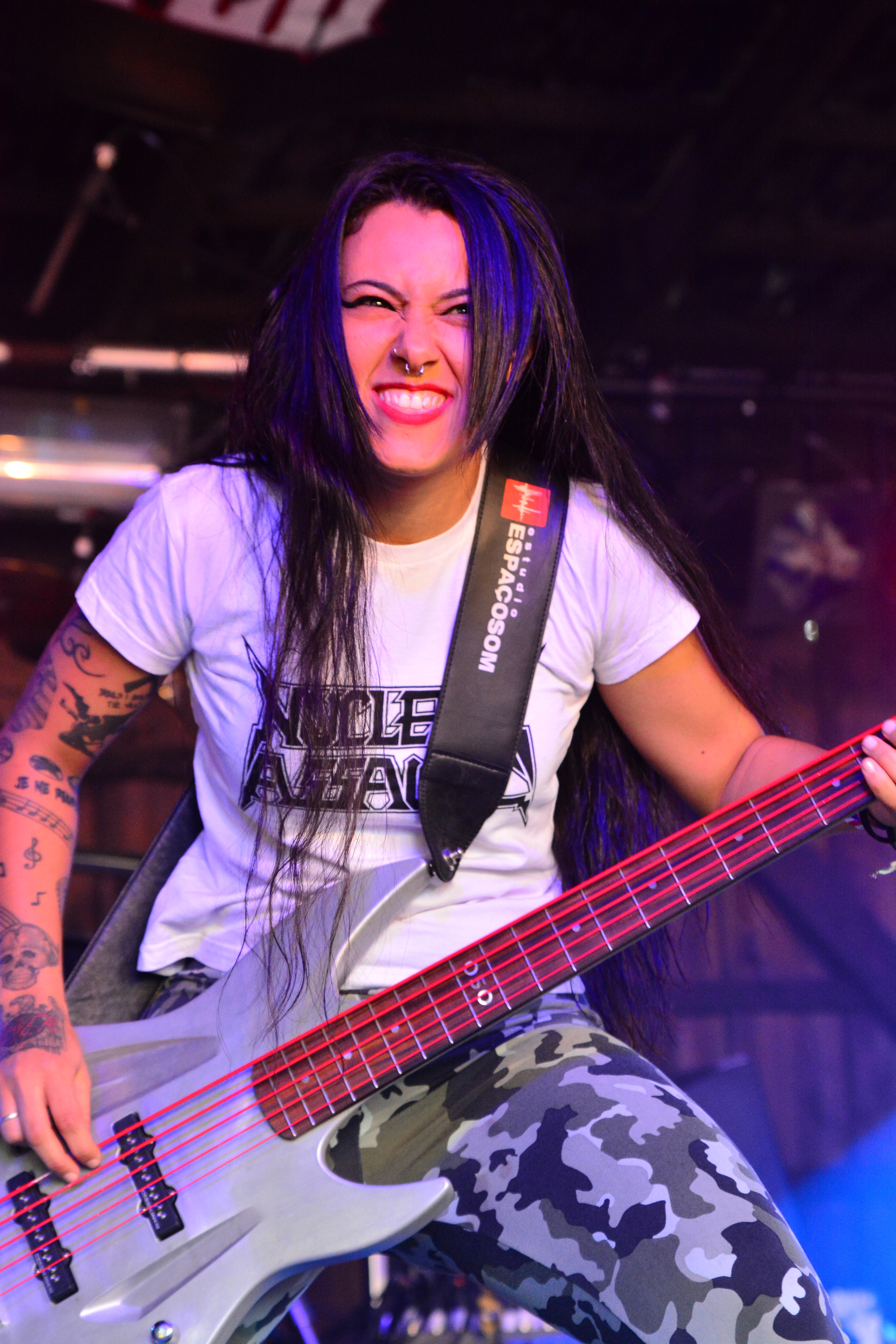
Фронтвумен, басистка та вокалістка Фернанда Ліра

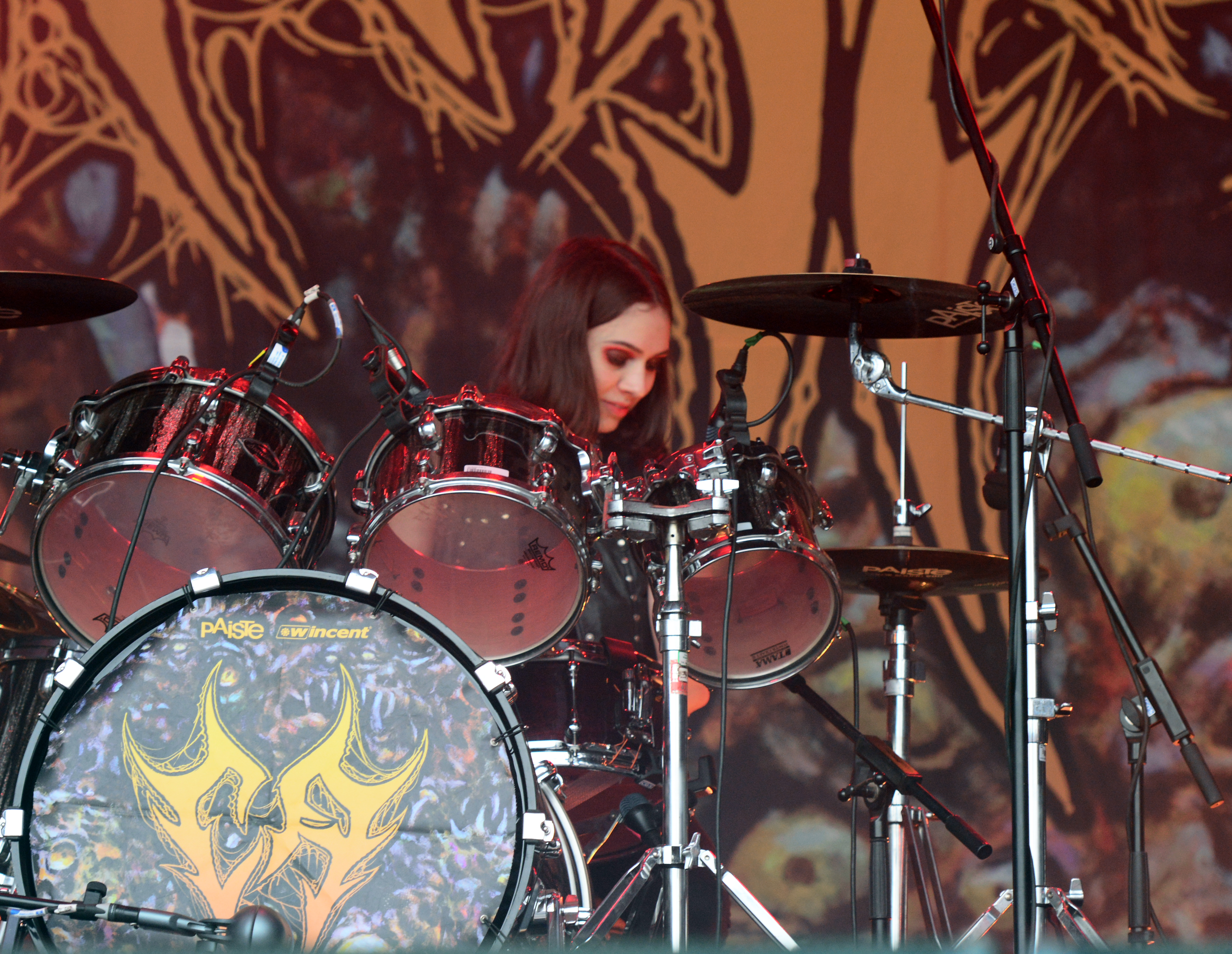
Барабанщик Луана Даметто

Crypta — бразильський дез-метал гурт, створений у Сан-Паулу у 2019 році.

## Історія
25 квітня 2020 року, після погіршення професійних стосунків, Фернанда Ліра та Луана Даметто покинули треш/дез метал гурт Nervosa.
Наступного місяця, 20 травня, вони оголосили, що створили дез-метал гурт Crypta, і що стиль, з яким вони себе найбільше ототожнюють, це дез-метал. Вони доповнили склад гітаристками Сонею Анубіс (екс-Burning Witches, Cobra Spell) і Тайною Бергамаскі (екс-Hagbard).
Попри оголошення, гурт був створений роком раніше (червень 2019).
16 червня 2020 року лейбл Napalm Records оголосив, що планує випустити дебютний альбом гурту.
На початку 2021 року гурт записував дебютний студійний альбом на студії Family Mob, що належить Жану Долабеллі (Jean Dolabella) який добре відомий своєю роботою з такими гуртами як Ego Kill Talent, Sepultura, та Естеваму Ромері (Estevam Romera).
21 квітня гурт випустив перший сингл «From The Ashes» і відеокліп про відому історію фенікса.
11 травня гурт випустив сингл «Starvation», а 8 червня — сингл «Dark Night of the Soul».
11 червня 2021 року гурт випустив дебютний студійний альбом Echoes of the Soul на лейблі Napalm Records. За зведення альбому відповідав Артур Різк (Arthur Rizk), який добре відомий своєю роботою з такими гуртами, як Code Orange, Power Trip. За мастеринг альбому відповідав Йенс Богрен (Jens Bogren), який добре відомий своєю роботою з такими гуртами, як Opeth, Dimmu Borgir, Sepultura та багатьма іншими. Обкладинку створив Вес Бенскотер (Wes Benscoter), який добре відомий своєю роботою з такими гуртами, як Slayer, Kreator, Black Sabbath та багатьма іншими.
20 листопада гурт Crypta дав свій перший концерт на фестивалі Porão do Rock у Бразилії. Концерт проходив в гібридному форматі, з присутніми глядачами та трансляцією в Інтернеті.
3 березня 2022 року гурт випустив сингл і відеокліп «I Resign», який не увійшов до альбому Echoes of the Soul.
5 квітня 2022 року через свої соціальні мережі гітаристка гурту Crypta, Соня Анубіс, оголосила, що вона мирно розлучилася з гуртом Crypta, щоб зосередитися на своєму власному проєкті Cobra Spell. 13 квітня було оголошено, що Джессіка ді Фальчі замінить Соню Анубіс під час уже запланованих майбутніх концертів і турів гурту, включаючи концерти на фестивалях Wacken Open Air і Rock in Rio. 5 жовтня 2022 року Джессіка ді Фальчі була затверджена як офіційний учасник гурту. Разом з оголошенням про офіційний статус ді Фальчі, гурт підтвердив, що  планує записати та випустити другий альбом у 2023 році.
31 березня 2023 року гурт Crypta підтримував гурт Morbid Angel на концерті у Белвідері, штат Іллінойс. Через кілька хвилин після завершення виступу на концертний зал обрушився торнадо EF1, що спричинило обвал даху, в результаті чого загинула щонайменше одна людина та поранено щонайменше 40.
31 травня 2023 року гурт Crypta оголосив про випуск студійного альбому Shades of Sorrow 4 серпня 2023 року. А також випустив сингл з майбутнього студійного альбому, «Lord of Ruins», який супроводжувався музичним відео.
27 червня гурт випустив сингл «Trial of Traitors», а також музичний кліп.
1 серпня гурт випустив сингл «The Other Side of Anger» та відеокліп.

## Учасники гурту

### Поточні
- Фернанда Ліра (Fernanda Lira) — бас-гітара, вокал (2019  — теперішній час)
- Луана Даметто (Luana Dametto) — ударні (2019 — теперішній час)
- Тайна Бергамаскі (Tainá Bergamaschi) — ритм-гітара (2020 — теперішній час)
- Джессіка ді Фальчі (Jéssica di Falchi) — соло-гітара (з 2022 року)[20]

### Колишні
- Соня «Анубіс» Нуссельдер (Sonia "Anubis" Nusselder) — соло-гітара (2019–2022)[17]

### Гастрольні
- Джессіка ді Фальчі (Jéssica di Falchi) — соло-гітара (2022)
- Еліза «Хеллі» Монтін (Elisa "Helly" Montin) — ударні (2023)

## Дискографія

### Студійні альбоми
- Echoes of the Soul (2021)
- Shades of Sorrow (2023)

### Сингли
- "From the Ashes" (2021)
- "Starvation" (2021)
- "Dark Night of the Soul" (2021)
- "I Resign" (2022)
- "Lord of Ruins" (2023)
- "Trial of Traitors" (2023)
- "The Other Side of Anger" (2023)